# فينيكس للاتصالات
فينيكس للاتصالات (بالإنجليزية: Phoenix Contact) ، شركة مقرها في بلومبيرج، ألمانيا، هي شركة مصنعة لحلول الأتمتة الصناعية، والتوصيل البيني، والواجهة. تقوم الشركة بتطوير الكتل الطرفية، والمرحلات، والموصلات، ومكيفات الإشارة، وإمدادات الطاقة، ووحدات التحكم ووحدات التحكم المنطقية القابلة للبرمجة، وأنظمة الإدخال / الإخراج، وشبكة إيثرنت الصناعية، وكابلات نظام التحكم، والكتل والموصلات الطرفية لثنائي الفينيل متعدد الكلور، وقمع الطفرة.
تأسست الشركة في عام 1923 من قبل موظف TE Connectivity السابق في إيسن بألمانيا ، وفي عام 2017، شكلت مبيعات سنوية تزيد عن 2.2 مليار يورو (حوالي ملياري دولار أمريكي). تقوم شركة فينيكس للاتصالات بتصنيع أكثر من 10 دول: ألمانيا والولايات المتحدة والصين والهند وبولندا واليونان والبرازيل وتركيا والسويد والأرجنتين وتوظف 12900 موظفًا في 50 شركة فرعية دولية. [بحاجة لمصدر]

## مواقع حول العالم
مقر الولايات المتحدة:
- تأسست شركة، فينيكس للاتصالات في الولايات المتحدة الأمريكية إحدى أولى الشركات التابعة الدولية للشركة، في عام 1981 في ميدلتاون بولاية بنسلفانيا.

مواقع الإنتاج:
- هاريسبورغ (الولايات المتحدة الأمريكية)، نانجينغ (الصين)، نيودلهي (الهند)، نوي توميسل (بولندا)، فاسيليكو (اليونان)، ساو باولو (البرازيل)، بورصة (تركيا)، ألفدفالن (السويد)، كابا (الأرجنتين)، المملكة العربية السعودية

## منتجات
بعض الأمثلة على العروض الصناعية لشركة فينيكس للاتصالات هي:  
- القواطع
- الأمن السيبراني والاتصال عن بعد
- موصلات وكابلات وشدادات صناعية
- إيثرنت الصناعية
- الكمبيوتر الصناعي
- الوسم والوسم
- حاويات ومربعات ثنائي الفينيل متعدد الكلور
- إمدادات الطاقة و UPS
- وحدات التتابع
- مكيفات إشارة
- حماية الطفرة
- كتل طرفية
- اتصال البيانات اللاسلكية

## روابط خارجية
- الموقع الرسمي
- نادي إنتربوس (ألماني)